# Brunswick (Georgia)
Brunswick is een plaats (city) in de Amerikaanse staat Georgia, en valt bestuurlijk gezien onder Glynn County.

## Demografie
Bij de volkstelling in 2000 werd het aantal inwoners vastgesteld op 15.600.
In 2006 is het aantal inwoners door het United States Census Bureau geschat op 16.074, een stijging van 474 (3,0%).

## Geografie
Volgens het United States Census Bureau beslaat de plaats een oppervlakte van
65,3 km², waarvan 44,6 km² land en 20,7 km² water.

## Plaatsen in de nabije omgeving
De onderstaande figuur toont nabijgelegen plaatsen in een straal van 36 km rond Brunswick.